# نهر الدجاج
نهر الدجاج
هو أحد انهار بغداد القديمة تقع عليه محلة في الجانب الغربي من بغداد، يأخذ ماؤه من نهر كرخايا، جره أبو جعفر المنصور لأهل الكرخ وما أتصل به، وإنما سمي بذلك لأن أصحاب الدجاج كانوا يقفون عنده. وكان عليه مسجد، عرف باسم مسجد نهر الدجاج،  وكذلك عليه دير في قطيعة النصارى يسمى دير العذارى، وذكر إبن كثير انه في سنة 380ه‍، وقع حريق بالنهار في نهر الدجاج، فاحترق بسببه شيء كثير للناس. ونهر الدجاج لا أثر له اليوم.